# Xian de Taikang
Le xian de Taikang (太康县 ; pinyin : Tàikāng Xiàn) est un district administratif de la province du Henan en Chine. Il est placé sous la juridiction de la ville-préfecture de Zhoukou.

## Démographie
La population du district était de 1 303 049 habitants en 1999.